# ترمادوگ
ترمادوگ (به انگلیسی: Tremadog) یک روستا در بریتانیا است که در گوینز واقع شده‌است.

## افراد سرشناس
- توماس ادوارد لورنس، باستان‌شناس، افسر نظامی، دیپلمات و نویسنده، متولد ۱۸۸۸ در ترمادوگ.